# Zoisit
Zoisit, chemický vzorec Ca2Al3Si3O12(OH), je minerál ze skupiny sorosilikátů. Pojmenován byl po slovinském podnikateli a vědci baronu Sigmundu Zoisovi von Edelstein (Sigmund Zois, svobodný pán z Edelsteinu, slovinsky Žiga Zois), který financoval mineralogické expedice a v roce 1804 kámen koupil od obchodníka s minerály Simona Prescherna (Prešerna).

## Historie

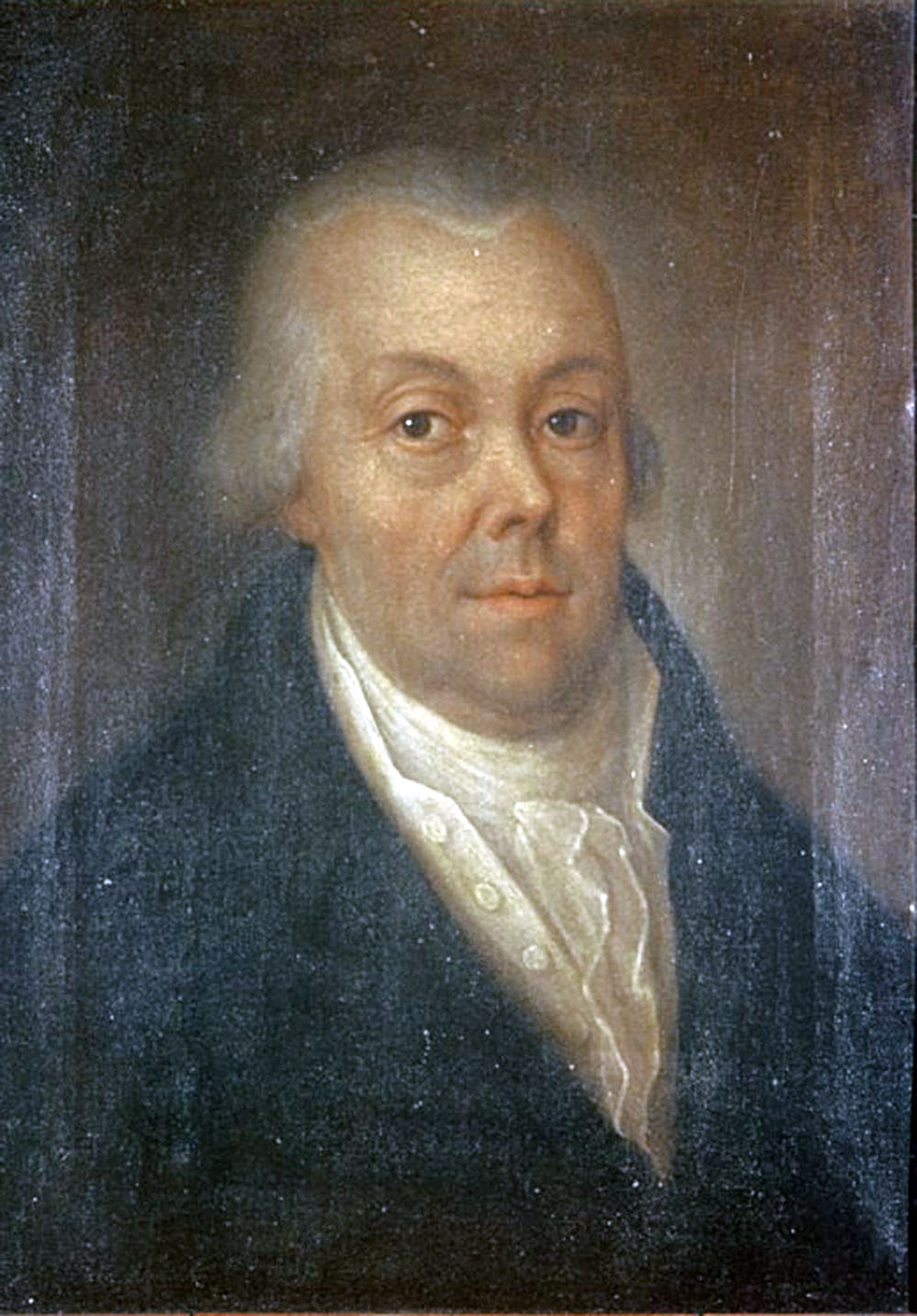
Portrét Sigmunda Zoise od malíře Andrease Herrleina

Minerál byl původně pojmenován saualpit podle místa, kde byl nalezen v eklogitu. Touto lokalitou byl kamenolom Prickler Halt v oblasti Saualpe v Korutanech. Sigmund Zois svou domněnku, že se jedná o dosud nepopsaný minerál, konzultoval s německými vědci A. G. Wernerem z Freibergu a M. H. Klaprothem z Berlína. Ti objev potvrdili a A. G. Werner v roce 1805 na Zoisovu počest pojmenoval tento minerál zoisitem.

## Vznik
Zoisit vznikal v metamorfovaných horninách bohatých na Ca, v pyroxenických rulách a na kontaktech mramorů.

## Vlastnosti
- Fyzikální vlastnosti: Tvrdost 6,5, hustota 3,15 – 3,36 g/cm³ (spočítaná 3,35 g/cm³), štěpnost dokonalá dle {010} a nedokonalá dle {100}, lom nezřetelný.
- Optické vlastnosti: Barva je od bezbarvé po červenorůžovou až fialovou. Lesk skelný, průhlednost: průhledný a průsvitný, vryp bílý.
- Chemické vlastnosti: Složení: Ca 17,64 %, Al 17.82 %, Si 18.54 %, H 0,22 %, O 45,78 %, velmi dobře rozpustný v HF a HCl.

## Odrůdy

### Tanzanit
Tanzanit je fialovomodrý drahokam pojmenovaný podle Tanzanie, v níž leží jeho jediné naleziště na světě. Lokalita se nachází u města Arusha poblíž sopky Mount Meru, asi 50 km vzdušnou čarou směrem na jihozápad od úpatí masívu Kilimandžára. Přírodní tanzanit sytě modré (levandulové) barvy je vzácný. Vzhledem k tomu, že ceny přírodních a uměle vytvořených kamenů jsou prakticky stejně vysoké, mnohé „tanzanity“, dostupné na trhu, vznikly uměle pomalým zahříváním. První, kteří si toho všimli, byli masajští pastevci poté, co blesk zapálil oheň a zahřál pár běžných hnědých kamenů. Tanzanit byl ze začátku využíván jako náhrada safíru. Záhy se zařadil mezi nejvíce ceněné a vyhledávané drahokamy, a to takovou rychlostí, jaká nemá u žádného jiného drahého kamene obdoby. Zásluhu na rychlém vstupu tanzanitu do světa drahokamů má zejména viceprezident newyorské klenotnické společnosti Tiffany, který dal tanzanitu také jeho jméno. Jeho tržní cena se pohybuje okolo 600–1000 dolarů za karát.

### Thulit
Thulit se vyznačuje krásnou růžovou barvou, způsobenou zvýšeným obsahem Mn. Mnoho krystalů je skvrnitých (díky přítomnosti bílého kalcitu).Tento zajímavý nerost byl poprvé objeven v roce 1820 na místě zvaném Sauland (Telemark, Norsko). Své jméno údajně dostal podle mystického ostrova Thule. Je relativně vzácný. Nejznámější lokalita se momentálně nachází v okolí města Lexviken v Norsku. Používá se jako drahý kámen a pro ozdobné účely.

### Anyolit
Anyolit může být chápán jako samostatná odrůda zoisitu nebo jako speciální metamorfovaná hornina ( jako hornina však není akceptován). Je složen ze světle zeleného zoisitu, temně zeleného pargasitu a rubínu. Poprvé byl objeven v roce 1954 poblíž Longido v Tanzanii a název byl odvozen z masajského slova „anyoli“, což doslovně znamená zelený.

## Galerie

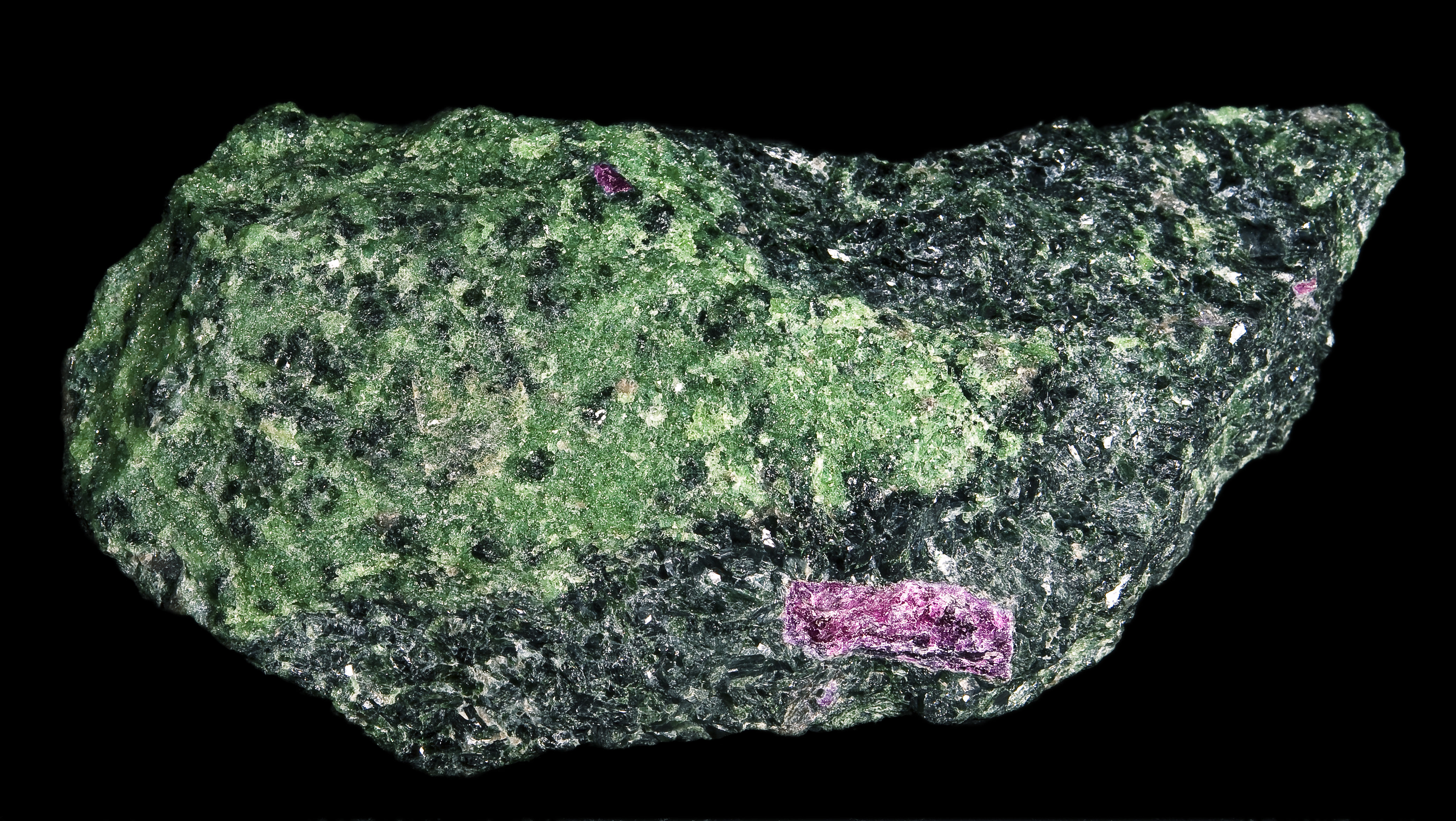
Anyolit
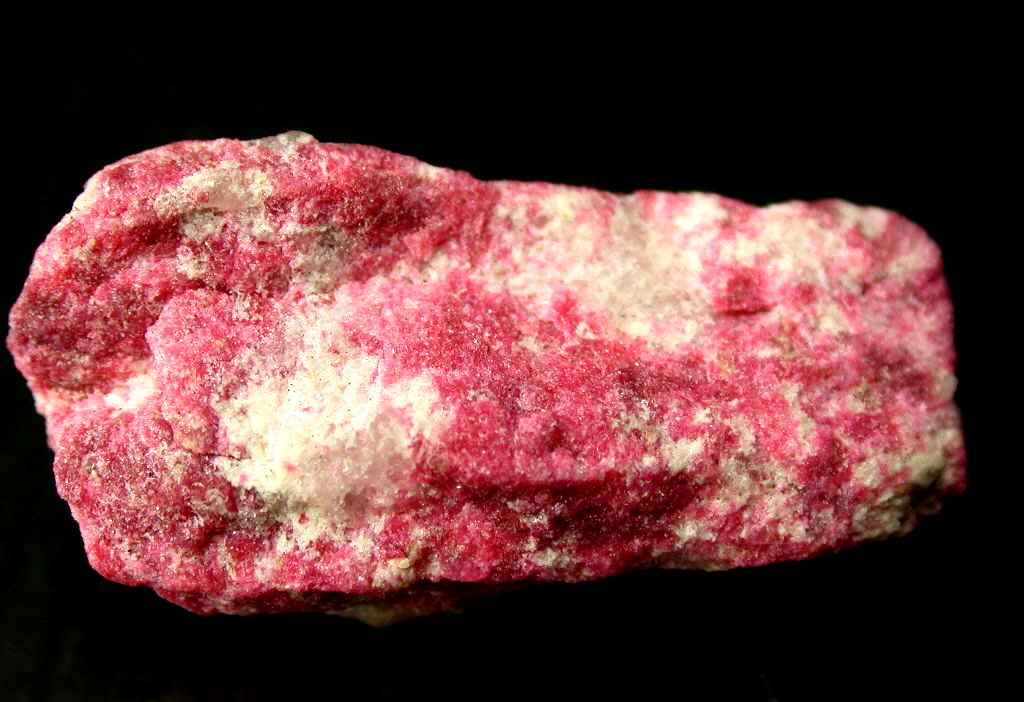
Thulit
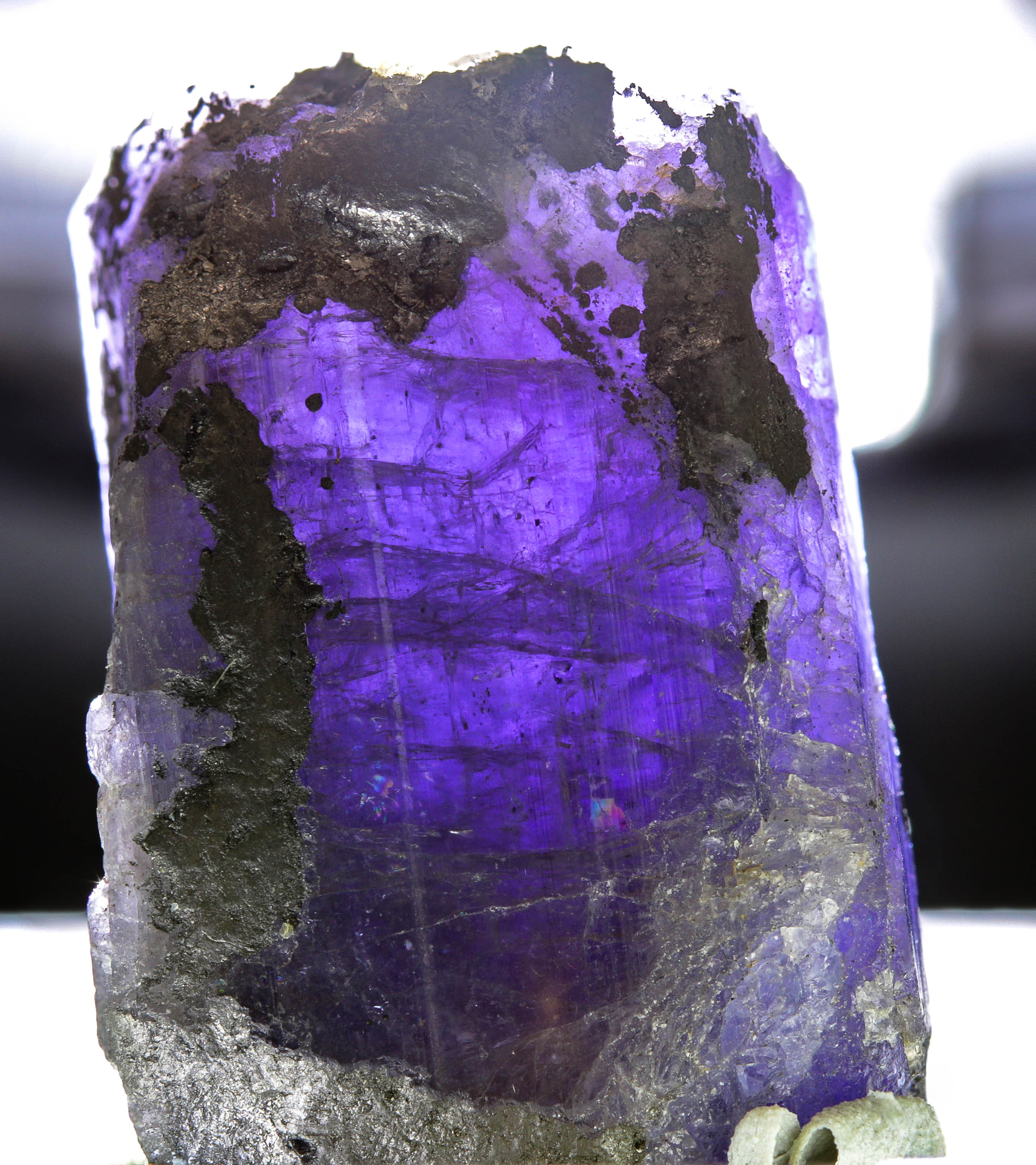
Tanzanit
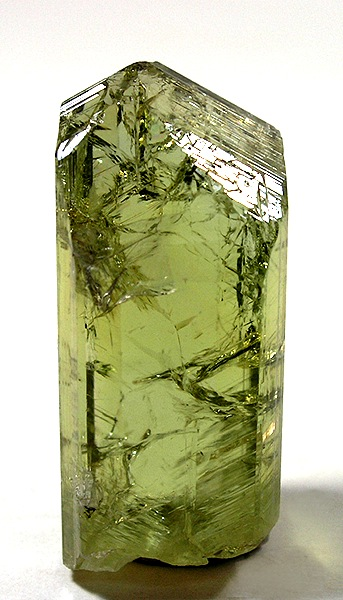
Zoisit

## Výskyt
Zoisit se vyskytuje na všech kontinentech. V některých zemích, jako je například Čína, USA, Německo či Rakousko, se jedná o desítky lokalit. V České republice se zoisit nachází například na Chebsku u Hazlova, v Krušných horách u Božího Daru a Zlatého Kopce, na Měděnci, Horní Halži a Mýtince, v Příbramském revíru, v lomu Markovice ve středních Čechách, v kraji Vysočina, v jižních Čechách u Domoradic nebo na Plzeňsku u Poběžovic.
Příklady významných lokalit:
- Saualpe, Rakousko – prvotní nález zoisitu
- Søre Lia, Oppland, Norsko – naleziště thulitu
- Merelani Hills, Tanzanie, Afrika – výskyt vzácného tanzanitu
- Alchuri, Pákistán – veliké a dobře vyvinuté krystaly zeleného zoisitu